# 黃埔自動輕便運輸系統
黃埔自動輕便運輸系統（英語：Whampoa Automated People Mover System），簡稱紅磡輕鐵，是九廣鐵路公司計劃作為輔助沙田至中環線、服務香港九龍黃埔區域乘客的輕軌鐵路系統，鐵路類似新界西北部的輕鐵系統。路線全長1.6公里，中途設有三個車站，分別為紅磡站（現港鐵紅磡站之東北方）、黃埔站（現觀塘綫黃埔站以西）和黃埔北站（紅磡道和民裕街交界）。

## 路線
九鐵原來的沙田至中環綫標書中，當初定線方案也有包括在黃埔花園設站，但因鐵路要途經多個彎位，九鐵認為不適合繞經該區，於是提出與地鐵公司不一樣的計劃。系統以紅磡站東北角為起點，以高架橋沿暢通道行走，再沿紅磡南道行走，進入紅磡道地下隧道，然後返回地面，以紅磡道以西（紅磡花園）作終點。
整個計劃最終因兩鐵合併而被擱置，由地鐵（港鐵）公司的觀塘綫延綫取代，此亦是唯一一條被擱置的九廣鐵路公司鐵路路線。

## 車站
黃埔北站的位置最終建成紅磡邨第二期。至於系統規劃的黃埔站與觀塘綫延綫的總站黃埔站十分接近。